# Dovići
Dovići (cyr. Довићи) – wieś w Bośni i Hercegowinie, w Republice Serbskiej, w gminie Laktaši. W 2013 roku liczyła 332 mieszkańców.